# Sebastián Almagro Castellanos
Sebastián Almagro Castellanos (* 18. November 1923 in Escañuela; † 16. August 2006 in Córdoba) war ein spanischer Unternehmer und Pilot.

## Leben
Nach  dem Studium an der militärischen Fliegerakademie wurde er 1943 Militärpilot der spanischen Luftwaffe. In den 1950er Jahren war Sebastian Almagro  mit einer Lo 100 des deutschen Konstrukteurs Alfred Vogt zweimaliger Weltmeister im Segelkunstflug. Mitte der 1960er Jahre beendete er seine militärische Fliegerlaufbahn, zog in die Provinz Córdoba um und errichtete den Flugplatz Aeródromo de Palma del Río. 1966 gründete er das Luftfahrtunternehmen Fumigación Aérea Andaluza S.A. (FAASA), das zuerst nur Agrarflugzeuge betrieb.
1984 hatte das Unternehmen bereits 12 Spezialsprüh- und Löschflugzeuge, die zur Wald- und Flächenbrandbekämpfung eingesetzt wurden. 1998 wurde die Flotte durch die ersten Hubschrauber erweitert. 2005 beschäftigte Castellanos  bereits rund 300 Mitarbeiter und betrieb eine Flotte von rund 80 Flugzeugen und Hubschraubern.
Almagro Sebastian Castellanos, der als Flieger aus Berufung bezeichnet wird, verstarb am 16. August 2006 im Hospital Princesa Sofía in Córdoba. Er flog in seinem Leben rund 28.000 Flugstunden auf mehr als 200 Flugzeugmustern, darunter Militärjets, Fracht-, Lösch- und Sprühflugzeuge, Segelflugzeuge und andere Modelle.
Heute ist sein Unternehmen in 25 Regionen in Spanien, 6 Regionen in Chile und 15 Regionen in der Andengemeinschaft Bolivien, Kolumbien, Ecuador und Peru tätig.

## Ehrungen
2001 wurde Sebastián Almagro Ehrenbürger der Stadt Palma del Río. 2002 widmete die spanische Luftwaffe in ihrem Magazin Aeroplano ihm eine Titelseite und einen Artikel Figuras de la Aviación Española Sebastián Almagro.

## Posthum
Nach seinem Tode wurde der Aeródromo de Palma del Río auf seinen Namen umbenannt und die Stiftung Fundación Sebastián Almagro gegründet.  Die Fundación unterstützt speziell den Fliegernachwuchs und den damit verbundenen Tourismus in der Region Córdoba mit jährlich 75.000 Euro.